# Carl Ulrik Palm
Carl Ulrik Palm, född 16 mars 1864, död 1954, var en svensk numismatiker, konsthandlare och musieiman som år 1900 tog över som ansvarig för auktionsfirman Bukowskis efter grundarens död.
Carl Ulrik Palm var son till grosshandlaren Carl Gustaf Palm och kusin till Herman Palm. Han arbetade efter avslutade studier som bokhållare i en grosshandlarfirma. Palm var en hängiven mynt-, sedel- och medaljsamlare - samt senare gravyer. Han reste 1889 till världsutställningen i Paris för professor Mårten Sondéns räkning att där inköpa porträttgravyrer. Efter återkomsten 1890 fick Palm rådet av Sondén att söka sig till Nordiska museet. Han anställdes samma år som amanuens och var under åren 1890-1900 en flitig anskaffare för museet, och ansvarig för en rad av museets viktigaste avdelningar. Efter Henryk Bukowskis död 1900 fick Palm erbjudande om att överta hela hans auktionsrörelse, något som han kom att acceptera, och ledde firman fram till 1906 då den ombildades till aktiebolag med Palm som delägare. Utan att formellt vara anställd av bolaget eller styrelsemedlem fortsatte han utföra tjänster åt Bukowskis genom att förmedla kontakter med utländska konsthandelshus och utarbeta auktionskataloger.
Palm intresserade sig särskilt för svensk grafik och gav bland annat ut böckerna Per Floding och hans konstnärskap (1896) och Anton Ulrik Berndes och Johan Bernhard Berndes (1904) samt inlade stora förtjänster om Föreningen för Grafisk Konst. Han gav även flera betydande konstdonationen till Nordiska museet. Palm var ledamot av styrelsen för Föreningen för Grafisk konst 1891–1901, för Gripsholmsföreningen 1892–1903 och för Konsthistoriska sällskapet 1914–1917.